# Autoroute A 12
Die Autoroute A 12 ist eine französische Autobahn zwischen Bailly an der A 13 und Montigny-le-Bretonneux an der N 10. Sie hat eine Länge von acht Kilometer und wurde 1953 eröffnet. 
Geplant ist, die Autobahn um weitere 16 km über Versailles und Trappes bis Essarts-le-Roi zu verlängern.